# Alan Dargin
Alan Dargin, né le 13 juillet 1967 à Wee Waa (Nouvelle-Galles-du-Sud) et mort le 24 février 2008 à Sydney, était un musicien aborigène australien, joueur de didgeridoo. Il était diplômé de sciences de l'Université de Toronto.

## Biographie
Son grand-père lui apprit à jouer du didgeridoo dès l'âge de cinq ans. Son instrument de musique « emblématique » a plus d'un siècle d'âge, et fut façonné à partir d'une espèce d'eucalyptus aujourd'hui éteinte, le bloodwood tree.
Dargin a joué de son instrument dans les rues de Sydney, mais également avec l'Orchestre philharmonique de Vienne, l'Orchestre symphonique de Londres au Royal Albert Hall, et en d'autres lieux en Europe, aux États-Unis et au Japon. Il joua devant François Mitterrand lors de la visite du président français en Australie.
Il a participé aux albums d'artistes célèbres tels Jimmy Page, Robert Plant, Tommy Emmanuel ou Yothu Yindi. Il participa également au tournage d'un documentaire sur la péninsule du cap York avec le commandant Cousteau.
Il est mort d'une hémorragie intra-cérébrale à Sydney le 24 février 2008. Il est le père de Madison Rose (Brisbane, Queensland) et de Youva (Paris, France).

## Notoriété
Le journal The Australian le décrivit comme le « Jimi Hendrix du didgeridoo », et fit remarquer qu'il avait su apporter une touche de rock'n'roll au didgeridoo.
Également acteur, il a joué dans plusieurs films, dont Aux frontières de la ville et Priscilla, folle du désert et un documentaire avec le commandant Cousteau.
Depuis 2015, une rue de Canberra, capitale de l'Australie, porte le nom d'Alan Dargin.

## Discographie
- DidgeriDuo (avec Gary Thomas, 2001)
- Cross + Hatch (avec Michael Atherton (en), 1998)
- Two Stories in One (avec Reconciliation, 1994)
- Bloodwood: The Art of the Didjeridu (avec Michael Atherton (en), 1993)
- MRD (prévu en avril 2008 mais jamais paru[5])